# ای‌اوان

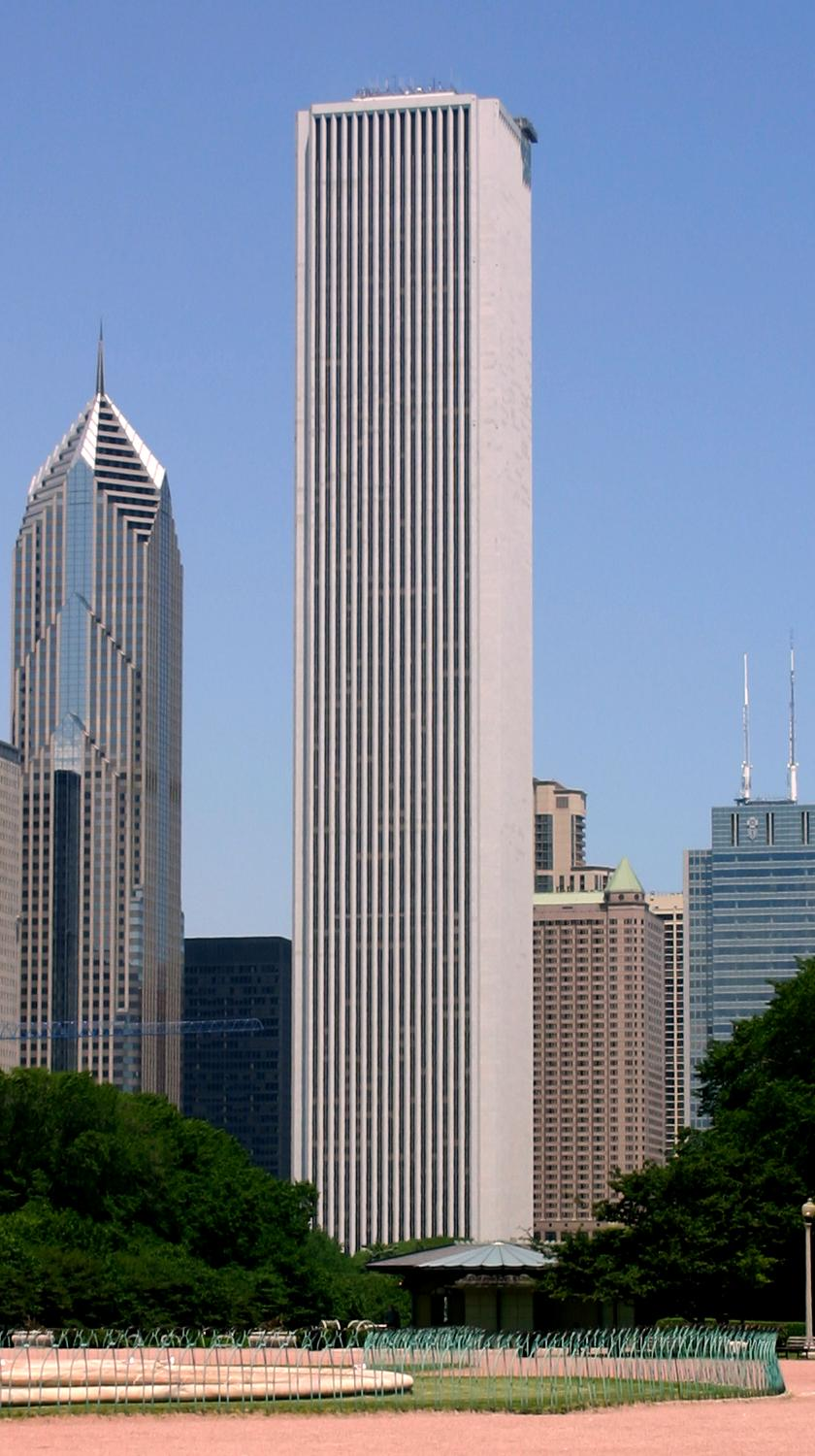
ساختمان اداری ای‌اوان در ایون سنتر، مستقر در شیکاگو

ای‌اوان (به انگلیسی: AON) شرکت خدمات مالی چندملیتی مستقر در لندن، بریتانیا است، که در زمینه ارائه خدمات مدیریت ریسک، سرمایه‌گذاری و مشاوره استراتژی فعالیت می‌نماید.
ریشه‌های تأسیس شرکت ای‌اوان به سال ۱۹۱۹ بازمی‌گردد، که دبلیو.کلمنت استون شرکت کومبایند رجیستری کو. را راه‌اندازی نمود، ولی فرم کنونی آن، حاصل ادغام گروه بیمه رایان و شرکت بیمه آمریکا در سال ۱۹۸۲ می‌باشد.
این شرکت در حال حاضر به‌عنوان بزرگترین کارگزار بیمه جهان محسوب می‌شود و بخشی از سهام آن در بازار بورس نیویورک و بورس لندن معامله می‌شود. شرکت ای‌اوان بین سال‌های ۲۰۱۰ تا ۲۰۱۴ اسپانسر اصلی باشگاه فوتبال منچستر یونایتد به‌شمار می‌رفت.